# Мирное (Новомосковский район)
Мирное (укр. Мирне) — посёлок,
Марьяновский сельский совет,
Новомосковский район,
Днепропетровская область,
Украина.
Код КОАТУУ — 1223283304. Население по переписи 2001 года составляло 83 человека .

## Географическое положение
Посёлок Мирное находится на расстоянии в 1 км от села Новоскотоватое и в 3-х км от города Новомосковск.
По селу протекает пересыхающий ручей.